# Ліра Трон
Ліра Трон (італ. Lira Tron) або трон (італ. tron) — срібна монета номіналом в одну венеційську ліру, що карбувалась у Венеційській республіці в 1472—1473 роках за часів дожа Ніколо Троно.

## Опис
Монета мала діаметр 28 мм. і вагу 6,52 г. срібла 948-ї проби, тобто містила 6,18 г чистого срібла. На аверсі було зображено велике погруддя дожа Троно, на реверсі — венеційського лева.

## Історія
Як грошово-лічильні одиниці ліру використовували в італійських державах з 953 року. Вперше як реальна монета викарбувана в 1472 у Венеції під час правління дожа Ніколо Троно.
Зображення дожа на монеті викликало аналогії з монархією та невдоволення республіканських кіл. Після смерті Ніколо Троно у 1473 випуск портретної ліри та багатино припинено. За його наступника П'єтро Моченіго стали карбувати ліри із зображенням уклінного перед апостолом Марком дожа. Цей монетний тип випускали в 1474—1575. Він отримав назву ліри Моченіго. Хоча саму ліру Трон карбували всього два роки, вона мала істотне значення для грошового обігу Італії, оскільки стала взірцем для наслідувань срібних монет інших італійських держав.